# Île Victoria (Argentine)

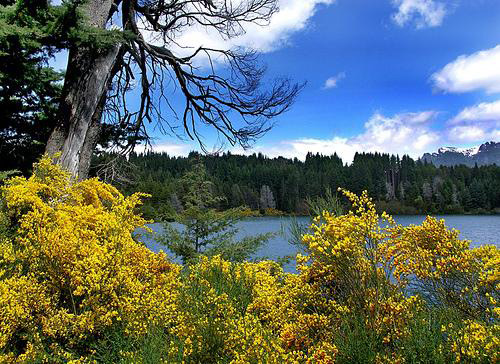
Paysage de l'île au printemps.

Pour les articles homonymes, voir Victoria.
L'île Victoria (en espagnol Isla Victoria) est une île située sur le lac Nahuel Huapi, dans la province de Neuquén, en Patagonie argentine. Il a une superficie de 31 km², ceux qui sont protégés depuis 1934 par le parc national Nahuel Huapi.
Dans un passé lointain, il a été habité par les communautés indigènes qui ont laissé des traces de leur présence avec les peintures rupestres dans les grottes trouvées sur l'île.